# Borås, Alingsås och Ulricehamns valkrets
Borås, Alingsås och Ulricehamns valkrets var i riksdagsvalen till andra kammaren 1866–1893 en egen valkrets med ett mandat. Valkretsen, som omfattade Borås stad, Alingsås stad och Ulricehamns stad, avskaffades inför valet 1896 då Borås blev en egen valkrets (Borås valkrets) medan Alingsås samt Ulricehamn kom att tillhöra Marstrands, Kungälvs, Alingsås och Ulricehamns valkrets.

## Riksdagsmän
- Anders Gustaf Hollander (1867–1869)
- Peter Walberg (1870–1875)
- Johan Enander (1876–1878)
- Victor Ekenman (1879–1884)
- Alfred Wendt (1885–första riksmötet 1887)
- Ferdinand Lindedal (andra riksmötet 1887)
- Alfred Wendt, nya lmp (1888–25/1 1892)
- Gottlieb Restadius, nya lmp 1892–1894, lmp 1895–1896 (15/3 1892–1896)